# Sørlandssenteret

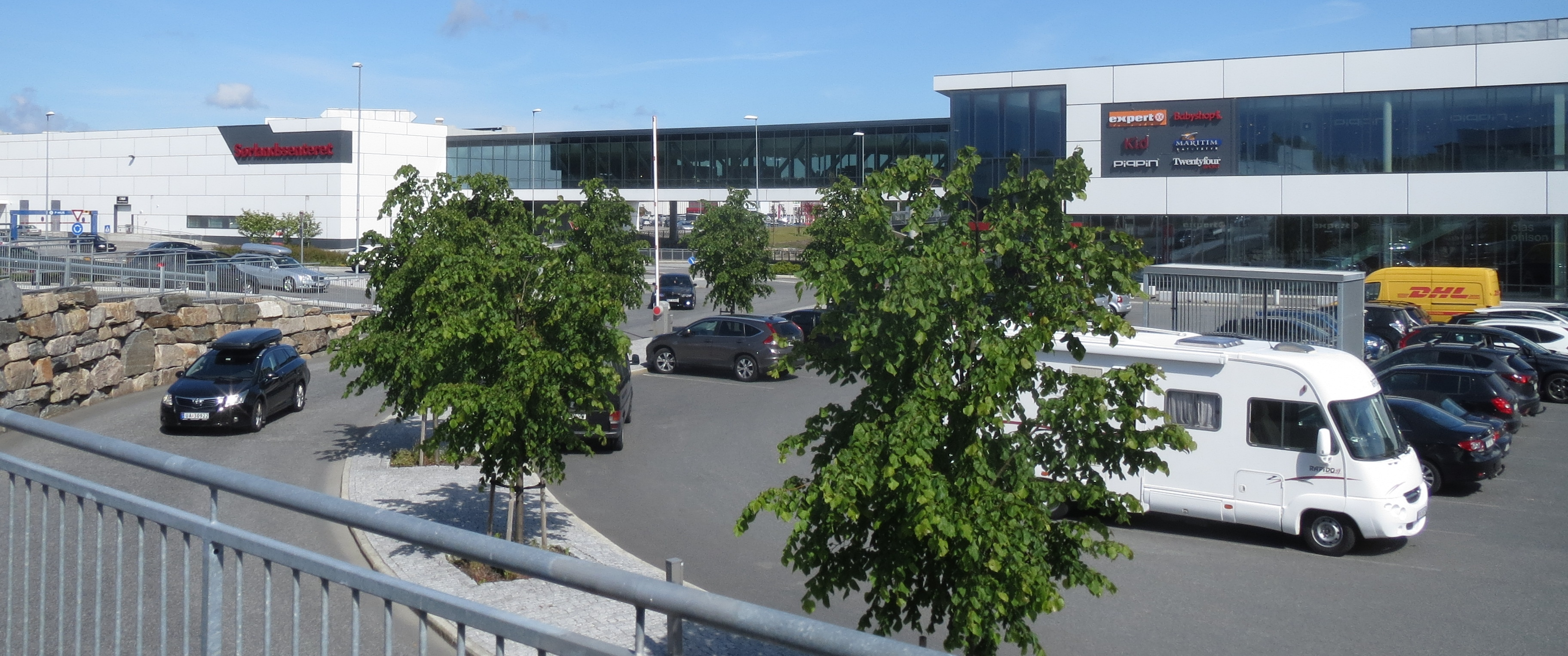
Sørlandssenteret

Sørlandssenteret är ett köpcentrum i norska Sørlandet, beläget 12 km öster om Kristiansand. Det byggdes 1987, utvidgades 1995 och 2013 och ligger i närheten av Kristiansands djurpark. Det är det största köpcentrat i norra Europa. År 2005 hade Sørlandssenteret 3,6 miljoner besökare. Antalet butiker var i november 2012 ca 110, men har senare ökat till ca 200.